# باد (أذربيجان)
باد (أذربيجان)، (بالأذرية: Bad (Quba)، بالإنجليزية: Bad, Azerbaijan، بالتترية: Бад (Губа)، بالفارسية: باد (آذربایجان)): هي قرية تقع في مقاطعة قوبا في أذربيجان. تشكل القرية جزءًا من بلدية روستوف (أذربيجان).